# Aphanotrigonum fasciellum
Aphanotrigonum fasciellum är en tvåvingeart som först beskrevs av Zetterstedt 1855.  Aphanotrigonum fasciellum ingår i släktet Aphanotrigonum, och familjen fritflugor. Arten är reproducerande i Sverige.